# Hugo Küttner

Hugo Richard Küttner (1920)

Hugo Richard Küttner (* 17. März 1879 in Sehma; † 8. Mai 1945 in Dresden) war ein deutscher Unternehmer der Kunstseidenindustrie in Pirna.

## Leben und Wirken
Hugo Richard Küttner war Sohn des Unternehmers Friedrich Richard Küttner, der in 3. Generation seit Gründung 1820 erfolgreich eine Fabrik in Sehma leitete, die u. a. Baumwoll-Garne herstellte und bearbeitete (Zwirnen, Bleichen und Färben). Küttner besuchte bis zu seinem 11. Lebensjahr die Schule in seinem Heimatort Sehma. Später absolvierte eine Lehre als Kaufmann in Plauen, weilte zu einem Fortbildungsjahr in London und wirkte als Prokurist im väterlichen Betrieb.
Friedrich Richard Küttner ging 1906 in den Ruhestand, zog ein Jahr später nach Dresden um und übertrug seinem Sohn Hugo Richard Küttner die Leitung des Unternehmens. Die Firma Küttner hatte sich in Sehma seit den 1870er Jahren sprunghaft entwickelt und versorgte insbesondere die Seidenschnur- und Posamentenindustrie mit Rohstoffen.
Ab 1889 begannen Kunstseiden zunehmend die bislang verwendeten natürlichen Seiden zu verdrängen. Das zu dieser Zeit entwickelte Chardonnet-Verfahren war wegen seiner Feuergefährlichkeit jedoch schwierig anwendbar. Hugo Küttners Verdienst bestand darin, das Chardonnet-Verfahren zur Kunstseidenherstellung zu verbessern und eine effiziente Produktionslinie dafür aufzubauen.
Dafür baute er 1908 in Deuben im Plauenschen Grund bei Dresden eine kleine Versuchsanlage auf. Nachdem die Gefährlichkeit des Produktionsprozesses bekannt geworden war, musste er diesen Produktionsstandort jedoch aufgeben. Noch im gleichen Jahr stellte jedoch die Stadt Pirna auf dem Gelände eines ehemaligen Exerzierplatzes an der Stadtgrenze zu Großsedlitz ein Gelände zur Errichtung eines Kunstseidenwerkes zur Verfügung, nachdem die Schaffung von ca. 1000 Arbeitsplätzen in Aussicht gestellt wurde.
Hugo Küttner siedelte nach Pirna über baute hier 1908/09 ein Kunstseidenwerk auf. Einige Tage vor der geplanten Produktionsaufnahme wurde das Verfahren nach dem Chardonnet-Verfahren gestoppt und innerhalb einer Bauzeit von acht bis neun Wochen auf die Herstellung nach dem ungefährlicheren Viskose-Verfahren umgestellt. Das Ergebnis war, dass 1910 die erste brauchbare Kunstseide in Deutschland nach dem Viskose-Verfahren aus der Küttnerschen Fabrik in Pirna auf den Markt kam. Schon 1913 lag der Anteil des Kunstseidenwerks in Pirna an der gesamten Weltproduktion bei ca. 6 %. Das war eine Meisterleistung des Unternehmensgründers und seiner Mitarbeiter nach einer nur dreijährigen Betriebsdauer.
1920 feierte er das 100-jährige Firmenjubiläum, da er als Gründungsdatum den Kauf einer Zwirnerei durch Christiane Sophie Küttner in Sehma im Jahr 1820 gelten ließ. 1924/1925 wurde ein zweites Werk in Pirna errichtet. Schon 1913 war er der größte Arbeitgeber der Stadt; zeitweise beschäftigte Küttner 50 % der Arbeitnehmer Pirnas. Der Höhepunkt war 1928 erreicht, als er 5688 Arbeiter und Angestellte zählte.
Die Zeitläufe gingen auch an Küttners Unternehmen nicht spurlos vorüber. Beginn und Ende des Ersten Weltkriegs, das Ende der Monarchie mit der Herrschaft der Arcbeiter- und Soldatenräte, der Kapp-Putsch, die Hochinflation und die Reparationen führten dazu, längere Zeit die Produktion aus Rohstoff- und Personalmangel einzustellen.
1920 wurde das Unternehmen in eine Offene Handelsgesellschaft (OHG) umgewandelt: Gründe lagen im wachsenden Kreditbedarf u. a. für Stillstandsreparaturen, die Ausweitung des Werks 1924/1925 und die damit verbundenen Sicherheiten für die Banken. 1927 wurde das Werk in eine Aktiengesellschaft (AG) umgewandelt, bei der Küttner und seine beiden Töchter jedoch Alleineigentümer blieben. Anfang der 1930er Jahre verschlechterte sich die finanzielle Situation durch die Weltwirtschaftskrise. Durch den dramatischen Preisverfall der Produkte und fehlende Kaufkraft verschlechterte sich die wirtschaftliche Situation des Unternehmens. Die Produktion von Viskoseseide und Kupferkunstseide wurde Anfang der 1930er Jahre für Monate eingestellt. Ein Teil der Arbeiter und Angestellten musste entlassen werden. Die Unzufriedenheit der arbeitenden Menschen führte im Werk zu einer zunehmenden Politisierung. Die KPD erstarkte. Bei den politischen Agitationen war die Person Hugo Küttner das Hauptziel der Kritik, da ein Einzelner weit einfacher und schlagkräftiger zu kritisieren war als die anonyme Leitung einer Aktiengesellschaft. Der Zorn der Arbeiterbewegung richtete sich gegen Küttner persönlich; er wurde als Ausbeuter hingestellt. Der Betriebsratsvorsitzende und kommunistische Reichstagsabgeordnete Siegfried Rädel war sein Gegenspieler. Das Kunstseidenwerk war noch immer größter Arbeitgeber, obwohl es 1932 mit ca. 2200 Beschäftigten weniger als halb so groß wie früher war. Von 1927 bis 1930 erzielte das Unternehmen keinen Gewinn; von 1931 bis 1933 standen die Anlagen sogar still. Wegen der Schwierigkeiten übernahmen die Banken das Unternehmen. Anfang 1934 kam eine Sanierung des Unternehmens zustande. Ein Bankenkonsortium stellte neue Kredite zur Verfügung bei gleichzeitiger Sicherungsübereignung der Aktien. In den nachfolgenden Jahren wurden Sanierungsprogramme entwickelt, die große Erfolge erzielten. Der Markt entwickelte neue Nachfrage, die Preise wurden stabil, Produktionsquoten wurden von einem Kunstseidensyndikat festgelegt. 1936 zahlte das Unternehmen erstmals eine Dividende.
1934/1935 bekam Küttner Schwierigkeiten mit den nationalsozialistischen Machthabern. Mit ihrem Einzug in das Betriebsgeschehen führte Hugo Küttner einen jahrelangen, aber auch erfolglosen Kampf gegen die Nationalsozialisten, die in Führungspositionen des Werks in Vorstand und Aufsichtsrat der AG beschäftigt waren. Hugo Küttner, der kein Parteimitglied war, wurde wegen angeblicher Störung des Betriebsfriedens in Schutzhaft genommen. Aus der Schutzhaft wurde er entlassen und durfte sein Werk erst zeitweise, dann dauernd nicht mehr betreten. In der Folgezeit ließ sein Einfluss auf sein Werk nach, und er wurde hinaus gedrängt. Das Aktienkapital von Hugo Küttner wurde auf Veranlassung von Gauleiter Martin Mutschmann durch einen rechtswidrigen Vertrag eingezogen und an eine staatseigene Bank weiterverkauft.
Die letzten zehn Jahre seines Lebens führte er einen harten aber letztendlich erfolglosen Kampf gegen den unberechtigten Machtanspruch der Nationalsozialisten in seinem Unternehmen. Hugo Küttner nahm alle hiermit verbundenen Erniedrigungen seiner Person mit in Kauf. Was man ihm nicht nehmen konnte, war seine Standhaftigkeit, Willenstärke und die Fürsorge für seine Familie und die seiner Mitarbeiter im Kunstseidenwerk.
Bis Ende des Jahres 1944 befand sich das Kunstseidenwerk in ständiger Aufwärtsentwicklung. Hauptursache hierzu waren die ausgezeichneten Patente für das Viskose- und Kupferkunstseide-Verfahren, die Grundlage für die exzellente Qualität und Wirtschaftlichkeit der Produkte waren. Noch im Jahr 1952 wurden nach dem Zusammenbruch in Pirna geraubte Küttner-Patente westdeutschen Konkurrenzunternehmen sowie Unternehmen in USA und Japan zum Kauf angeboten und auch vereinzelt wegen ihrer großen Rationalisierungspotentiale verkauft.
Küttner starb bei Kriegsende am 8. Mai 1945 auf einer Fahrradfahrt von Dresden nach Pirna zum Kunstseidenwerk. Er wurde auf dem Friedhof Dresden-Tolkewitz bestattet, die dortige Grabstelle ist nicht mehr vorhanden. Eine Grabplatte mit Hugo Küttners Namen befindet sich auch an der Grabstätte der Familie Küttner an der Pauluskirche in Sehma.
Mit Einmarsch der Roten Armee in Pirna am 8. Mai 1945 wurde die Produktion im Kunstseidenwerk eingestellt, allerdings nur für 18 Tage. Dann wurde der Betrieb zunächst wieder aufgenommen, bis das Werk demontiert und in die Sowjetunion transportiert wurde. Später wurde es am selben Ort in Pirna neu wiederaufgebaut und jahrzehntelang weiter betrieben. Der Höhepunkt der Produktion wurde 1977 erreicht.
Das Kunstseidewerk überdauerte noch die politische Wende 1989, bis es 1993 durch Konkurs endete. Es wurde abgewickelt, weil es nicht konkurrenzfähig und weil die Produktion umwelt- und gesundheitsschädlich war. Auf dem ehemaligen Werksgelände befindet sich heute der Industrie- und Gewerbepark "An der Elbe". Von den historischen Gebäuden sind mit Ausnahme der Werkssiedlung ("Piependorf") nur einige wenige Gebäudereste erhalten.
In der DDR genoss Küttners „Gegenspieler“, der Arbeiterführer Siegfried Rädel, den größeren Ruhm. In Pirna wurde nach der Wende auf dem ehemaligen Werksgelände eine Straße nach Hugo Küttner benannt. Das Thüringische Institut für Textil- und Kunststoff-Forschung e.V. vergab 2011, anlässlich der Eröffnung des neuen Technikum-Gebäudes in ihrem 20. Jubiläumsjahr und in Anerkennung der Lebensleistung dieses Pioniers der deutschen Chemiefaserindustrie, dem Technikum den Namen Technikum Hugo Richard Küttner.

### Privatleben
Hugo Küttner heiratete 1910 Toni Schuller (1884–1968) aus Plauen. Aus der Ehe gingen vier Kinder hervor, von denen zwei bereits im frühen Kindesalter verstarben.
1913 kaufte Küttner eine Villa mit einem Park zwischen der heutigen Königsteiner Straße, Einsteinstraße und An der Gottleuba. Er ließ das Haus umbauen und den Park gestalten. 1920 feierte er hier das Firmenjubiläum und später wohnte seine Tochter Marga mit ihrer Familie hier. Das Gebäude, das heute als „Küttnervilla“ bekannt ist, wurde danach als Klubhaus und Pionierhaus genutzt und stand danach leer. Seit 2011 befindet sich im sanierten Gebäudekomplex die Musikschule Sächsische Schweiz e.V.

## Galerie

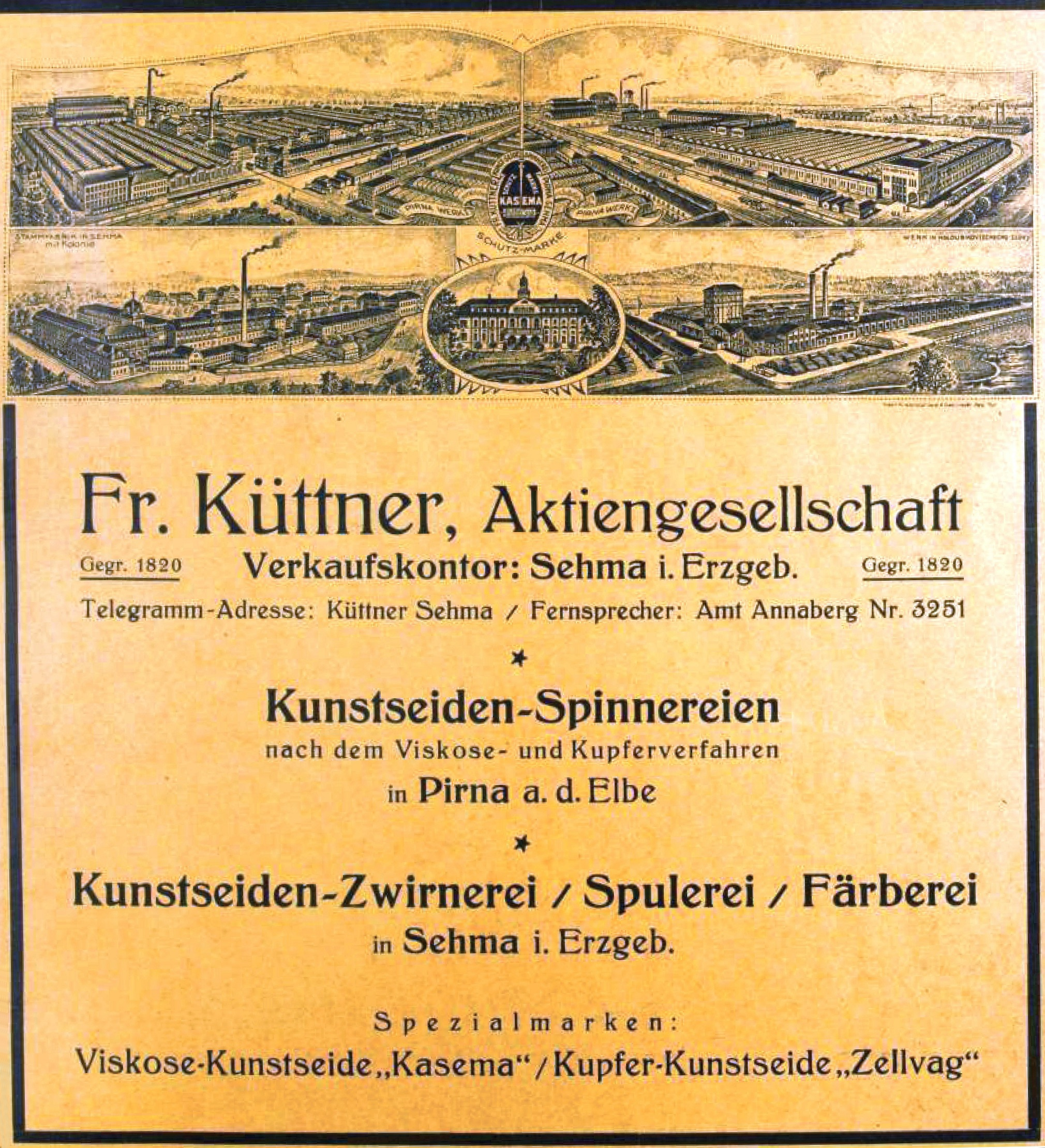
Fr. Küttner AG (Werbeanzeige 1928)
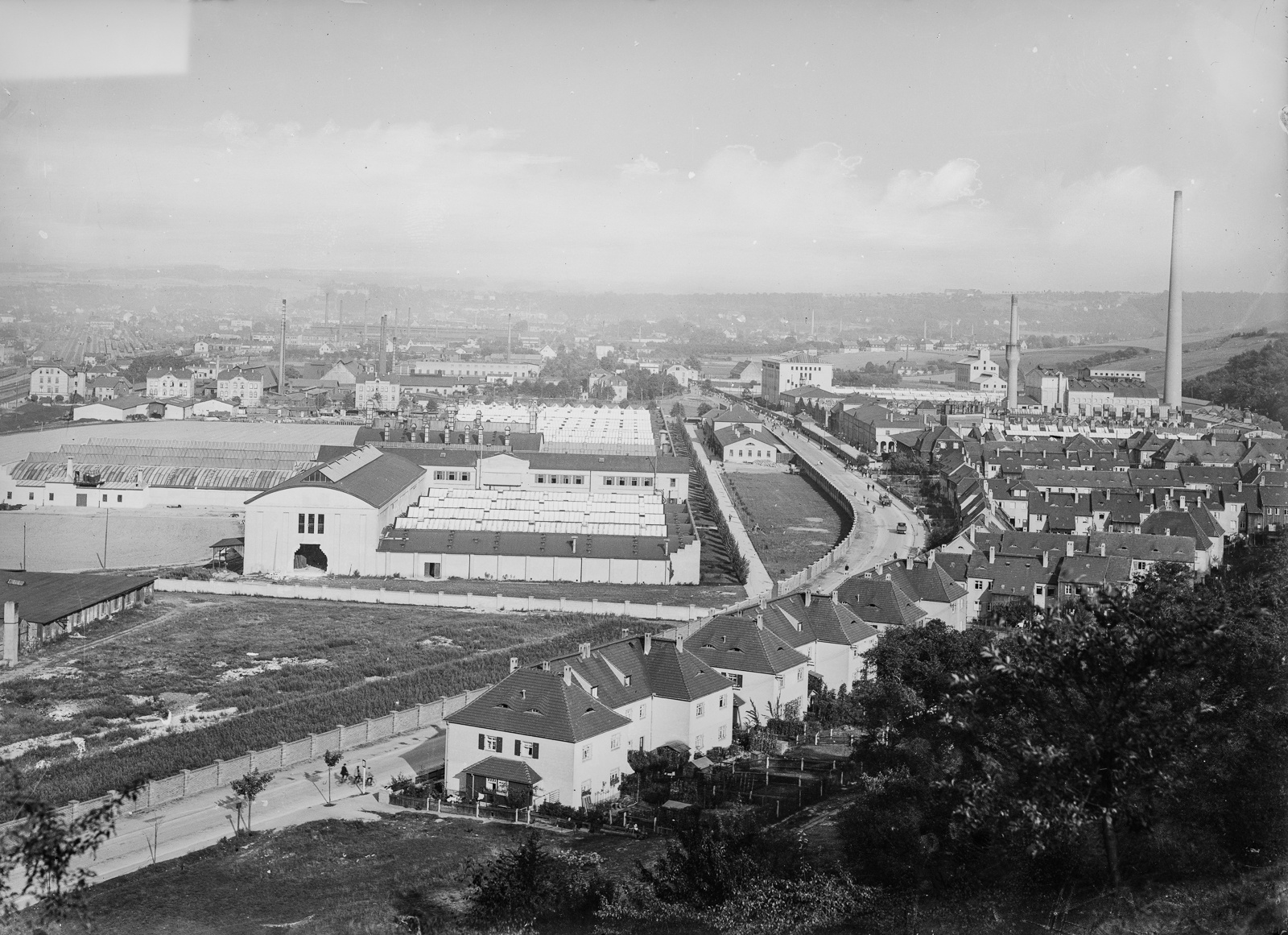
Sächsisches Kunstseidenwerk in Pirna, links und im Hintergrund rechts die Werksanlagen, rechts die für einen Teil der Belegschaft erbauten Werkswohnungen (Aufnahme um 1925/32)
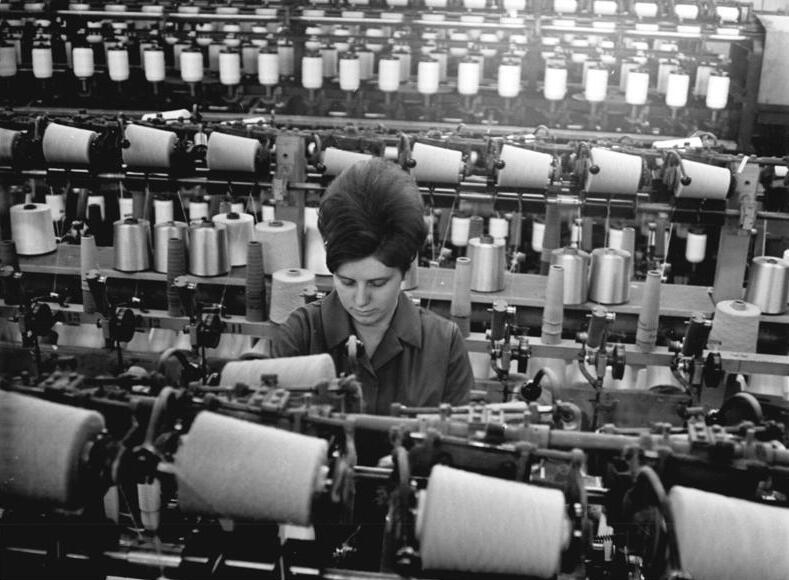
Produktionslinie im Sächsischen Kunstseidenwerk Pirna (Aufnahme 1970)
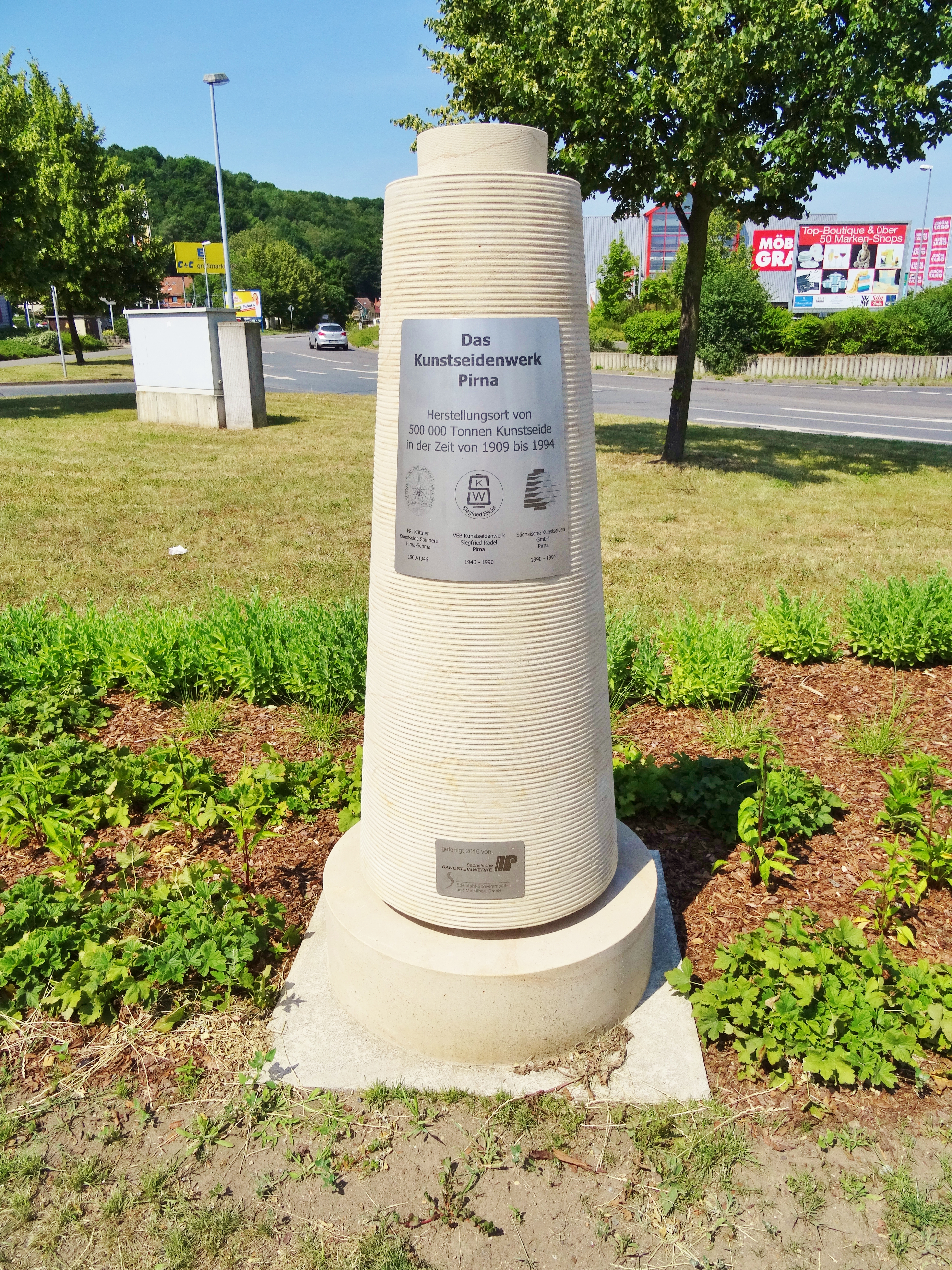
Gedenkspule aus Sandstein am ehemaligen Werksstandort an der Dresdner Straße in Pirna
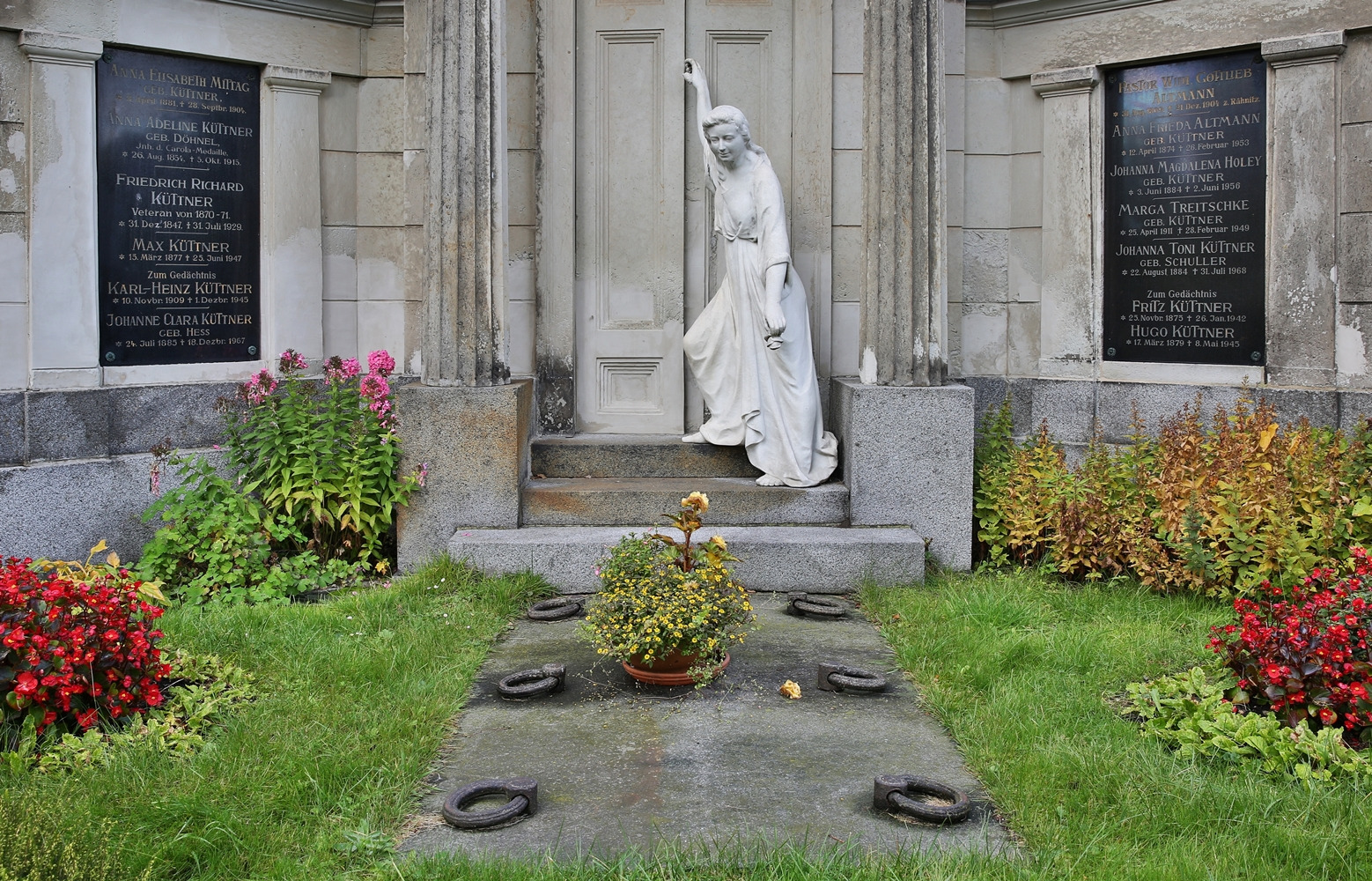
Grabstelle der Fabrikantenfamilie Küttner in Sehma mit der Gedächtnisinschrift für Hugo Küttner auf der rechten Inschriftenplatte
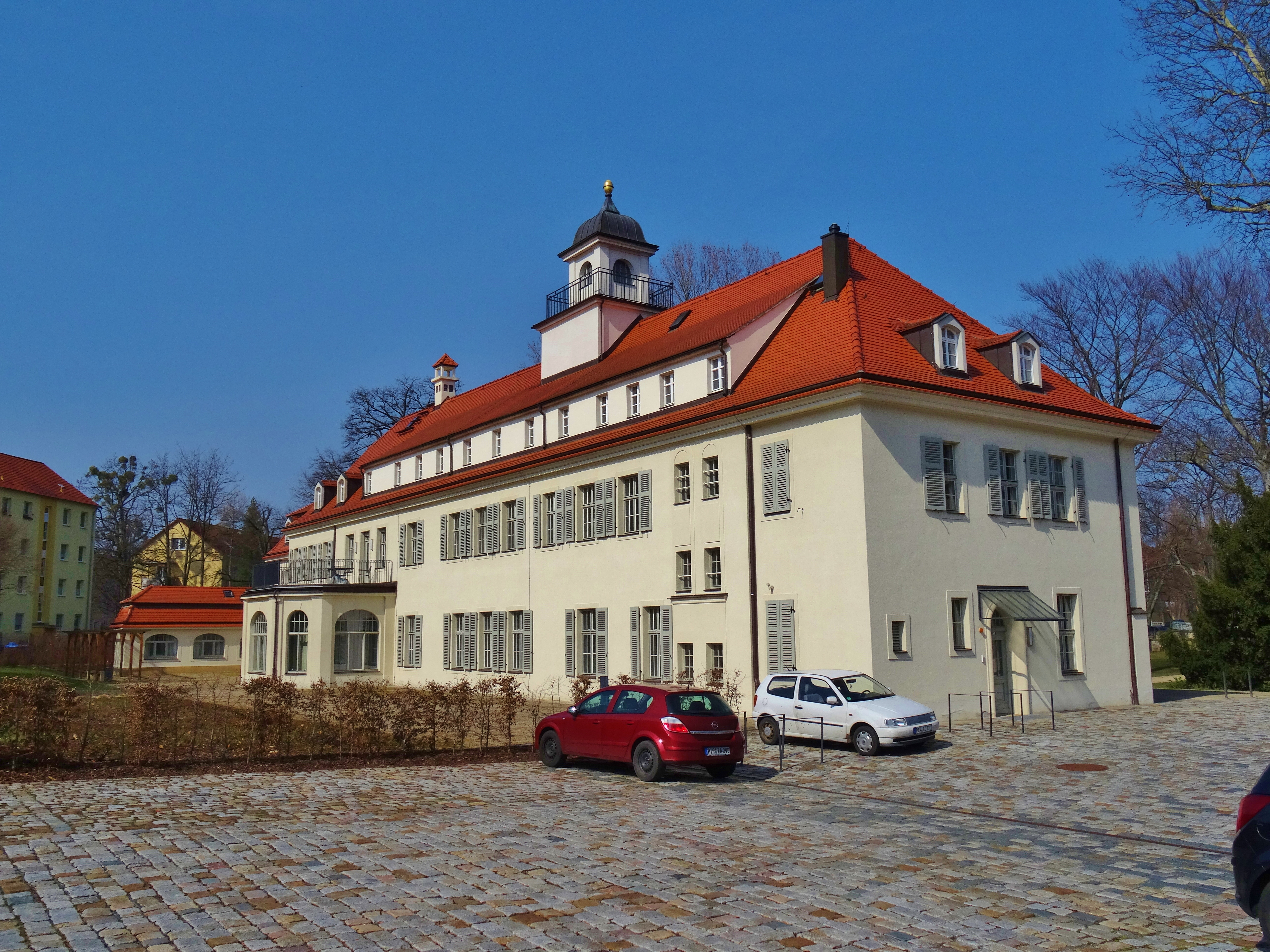
Wohnhaus der Familie Küttner ("Küttner-Villa") in Pirna, jetzt Musikschule